# فيسيو (البرازيل)
فيسيو هي بلدية في البرازيل، تتبع بارا، بلغ عدد سكانها 56,716  نسمة في 2010، تبلغ مساحتها 4,915.073 كيلومتر مربع.

## الموقع
تشترك في الحدود مع:
- Augusto Corrêa [الإنجليزية]‏.